# Lomnice (Fluss)
Die Lomnice (deutsch Lamitz) ist ein linker Zufluss der Otava in Tschechien.

## Verlauf
Die Lomnice entspringt in der Brdská vrchovina am Westhang des Třemšín (827 m) in 744 m Höhe in drei Quellbächen, die sich zum Smolivecký potok vereinen. Ihr Lauf führt in das Mittelböhmische Hügelland zunächst nach Süden über Radošice, Mladý Smolivec, Zámlyní, Předmíř, Horní Mlýn, Dolní Mlýn und Lnáře, wo der Bach in den Fischteichen Veský rybník, Zámecký rybník und Podhájč gestaut wird. Nachfolgend wendet sich der Smolivecký potok nach Südosten und speist bei Tchořovice mit dem Hořejší rybník und Dolejší rybník weitere große Teiche. Flussabwärts folgt die Eisenbahnstrecke zwischen Nepomuk und Blatná. Weitere Orte an Bach sind Řečice und Blatná.
Ab der Einmündung des Závišínský potok in Blatná führt das Gewässer den Namen Lomnice. Der weitere Flusslauf führt über Lapač, Buzice, Buzičky, Václavov, Čermák, Nový Mlýn, Míreč, Hořejší Mlýn, Mirotice, Neradov, Rakovické Chalupy, Karlov und Třebošov nach Osten. Zwischen Karlov und Třebošov verengt sich am Fuße des Habrový vrch (439 m) das Tal der Lomnice. Dieser Abschnitt ist als Naturschutzgebiet Vystrkov geschützt. Danach fließt die Lomnice in südöstliche Richtung durch Dolní Ostrovec. Das nachfolgende Engtal, das über Úvěrka bis zur Einmündung der Skalice reicht, bildet das Naturschutzgebiet V Obouch. Der unterste, drei Kilometer lange Flussabschnitt von Einmündung der Skalice durch den Doupata-Wald gehört zum Stauraum der Orlík-Talsperre. Nach 59,27 Kilometern mündet die Lomnice in 349 m Höhe bei Oslov in der Orlík-Talsperre in die Otava. Das Einzugsgebiet der Lomnice beträgt 830,74 km².
Das breite Tal der Lomnice und ihrer kleinen Zuflüsse zwischen Lnáře und Blatna wird seit dem Mittelalter für die Fischzucht genutzt.
Der Flussabschnitt nach der Vereinigung mit der Skalice wurde früher der Skalice zugerechnet, so dass auf alten Karten die Lomnice als Zufluss der Skalice eingetragen ist.

## Zuflüsse
- Metelský potok (l), bei Zámlyní
- Hradištský potok (r), bei Tchořovice
- Hajanský potok (l), in Řečice
- Závišínský potok (l), Blatná
- Mračovský potok (r), bei Buzice
- Paštický potok (l) in Buzice
- Škvořetický potok (r), unterhalb Buzice
- Kostratecký potok (l), unterhalb Lučkovice
- Jesenický potok (r), unterhalb Úvěrka
- Skalice (l), bei Ostrovec